# XCF
XCF (eXperimental Computing Facility, en español desenvoltura informática experimental) es un formato gráfico de imagen usado por el programa de software libre GIMP, del cual es su formato nativo. Sus siglas en inglés provienen de su origen en la Universidad de Berkeley, California. Es el formato nativo de esta aplicación de tratamiento digital, que, no obstante, también permite utilizar otros (JPG, TIF, PSD, PNG, GIF…).
Este formato almacena toda la información de la imagen, incluyendo la relativa a las diferentes capas, canales, selecciones actuales, etc.
El formato XCF no es recomendado para su uso como formato de intercambio estándar, ya que no puede ser reconocido por cualquier aplicación, aunque si lo es por un grupo creciente de estas.

## Otros programas que soportan este formato
- Seashore[3]
- CinePaint.
- DBGallery.
- GIMP
- ImageMagick
- Project Dogwaffle incluyendo PD Pro.
- Krita.
- KolourPaint, mediante el plugin KDE.
- Gwenview.
- Digikam.
- Imagine.
- XnView.
- Inkscape.
- IrfanView.
- Paint.NET.
- Chasys Draw IES.
- WikiMedia Commons.